# Parque Nacional Chiloé
O Parque Nacional Chiloé é um parque nacional do Chile localizado na costa oeste da Ilha Grande de Chiloé na Região de Los Lagos. Abrange 43.057 hectares e foi dividido em dois setores: o menor, chamado Chepu, que se localiza na maior parte na cidade de Ancud, enquanto o restante, chamado Abtao, é situado nos municípios de Dalcahue, Castro e Chonchi. A maior parte do Parque é situado para as colinas de Cordillera de la Costa, conhecido nesta área, com a Cordilheira do Piuchén. As áreas protegidas são ambientes de dunas, mata e pântanos.

## Características
A unidade de conservação possui uma área protegida de 43.057 hectares, em altitude entre 0 e 800 metros acima do nível do mar. Com a maior altitude localizada na região sul do parque. O clima possui características oceânicas, úmida e temperada. As precipitações anuais variam entre 2.500 e 3.000 mm, com precipitação máxima durante o inverno. A temperatura média anual é de 10,7°C, com as máximas ocorrendo durante os meses de Janeiro e Fevereiro, chegando a 30°C, e com a temperatura média mínima de  8°C durante o mês de julho.
Apresenta, em sua maioria, a vegetação de Floresta Laurifolio, seguida pela Floresta resinosa de coníferas, e em menor percentagem pela Floresta perene.
A fauna possui espécies como a güiña (Felis guigna), o huillín (Lontra provocax), o pudú (Pudu puda), a raposa (Pseudalopex fulvipes), o cisne-de-pescoço-preto (Cygnus melanocorypha), a torcaza (Columba araucana), o choroy (Enicognathus leptorhynchus), o pica-pau (Campephilus magellanicus) e o quetru voador (Tachyeres patachonicus).
Na flora, encontramos em sua maioria as espécies coigüe (Nothofagus nitida), o mañío (Podocarpus nubigena), o luma (Amomyrtus luma) e o maqui (Aristotelia chilensis). Mas há, também, a presença de cipreste do Guaitecas (Pilgerodendron uvifera), o tepú (Tepualia stipularis), a canela (Drimys winteri) e de larca (Fitzroya cupressoide).
Dos rios importantes que passam pelo parque e desembocam no Oceano Pacífico estão Lar, Refugio, Metalqui, Curi, Abtao, Ñango, Anay, Cole-Cole, Chaiquil e Deñal. E as lagoas inseridas na unidade são Huelde e Cucao.

## Turismo
O parque está aberto para visitação, mediante pagamento de taxa; e com horários restritos. Há áreas reservadas para piqueniques e campings.

### Trilhas
- Río Chepu - Río Lar: possui 11 quilômetros de extensão.[3]
- El Tepual: possui 750 metros de extensão.[3]
- Dunas de Cucao: possui 1,4 quilômetros de extensão.[3]
- Chanquín - Cole Cole: possui 16 quilômetros de extensão.[3]
- Río Cole Cole - Río Anay: possui 5 quilômetros de extensão.[3]
- Chanquín - Río Grande: possui 15,5 quilômetros de extensão.[3]
- Castro - Abtao: possui 18 quilômetros de extensão.[3]